# Carcina haemographa
Carcina haemographa is een vlinder uit de familie van de vuurmotten (Peleopodidae). De wetenschappelijke naam van deze soort is voor het eerst geldig gepubliceerd in 1937 door Meyrick.
De soort komt voor in het Afrotropisch gebied.